# Ammotrechella hispaniolana
Ammotrechella hispaniolana är en spindeldjursart som beskrevs av Armas och Alegre 200. Ammotrechella hispaniolana ingår i släktet Ammotrechella och familjen Ammotrechidae. Inga underarter finns listade i Catalogue of Life.